# Fiorella Favard de l'Anglade

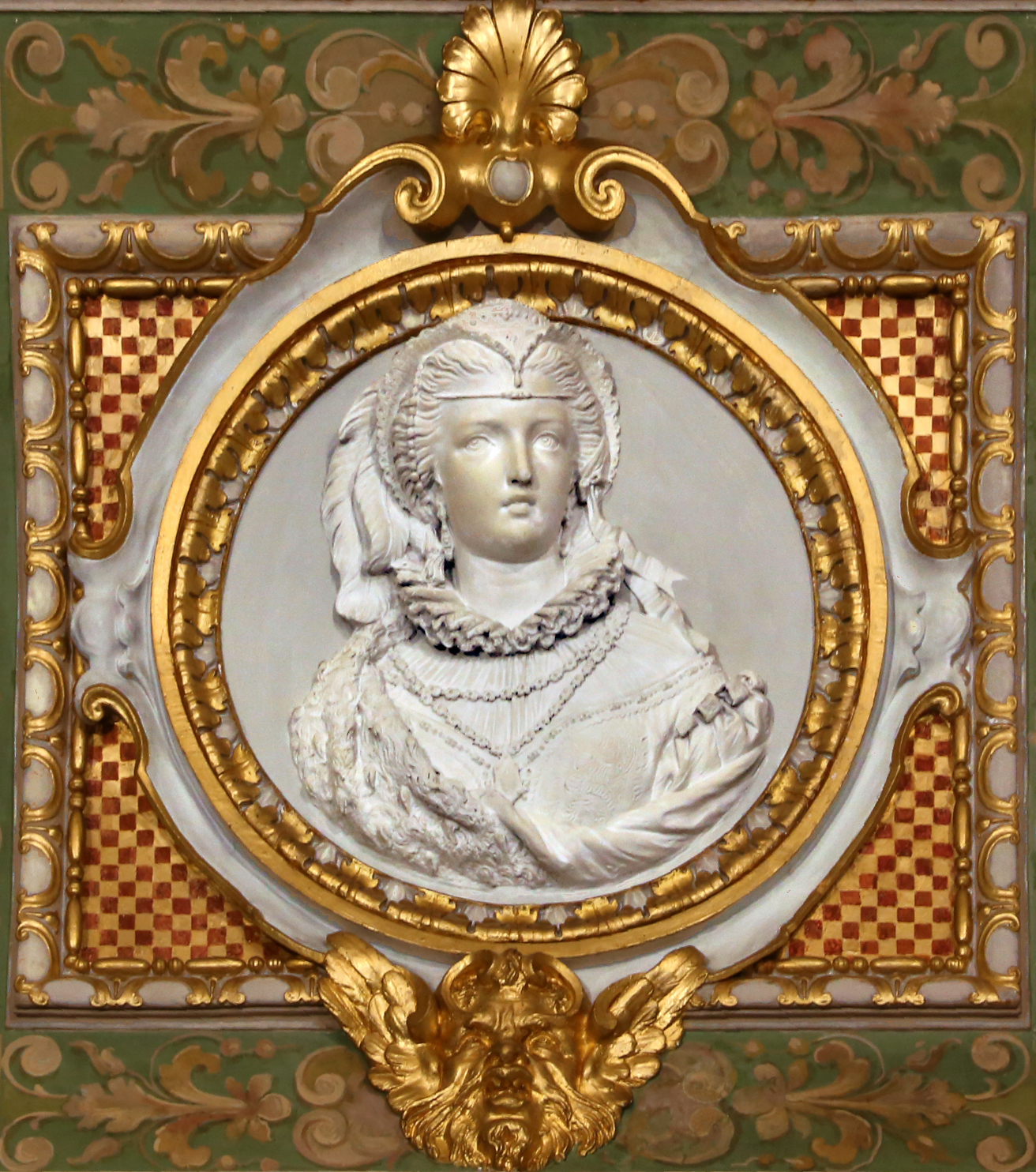
Fiorella Favard come Diana di Poiters, villa Favard, Firenze

Fiorella Favard de l'Anglade, nata Suzanne Bacheville (Livorno, 17 aprile 1813 – Parigi, 10 giugno 1889), è stata una nobildonna e mecenate francese, vissuta a lungo a Firenze.

## Biografia
Figlia di un funzionario francese della dogana di stanza a Livorno durante il periodo dell'annessione napoleonica dell'Etruria alla Francia, Suzanne nacque il 17 aprile 1813, e non il 25 come venne erroneamente riportato nell'iscrizione sulla sua sepoltura. Suo padre era originario di Trévoux, nell'Ain, e sua madre era invece lucchese e faceva di nome Maria Antonietta Paoli. Con la caduta di Napoleone la famiglia tornò in Francia, a Marsiglia, dove nel 1823 morì il capofamiglia e dove il 21 febbraio 1824 la madre diede alla luce una seconda figlia, Madeleine Josephine. La madre morì poi nel 1852, quando le figlie vivevano già a Parigi. 
Il 25 maggio 1852 Suzanne, che si era stabilita agiatamente nel 1er arrondissement in rue de Provenc, si unì vantaggiosamente in nozze col barone Michel Favard, vedovo di sedici anni più grande di lei e notabile possidente in Guyana. Non è stato chiaramente accertato il lignaggio del marito (che non sarebbe imparentato con quel Guillaume Favard elevato barone da Napoleone I nel 1803), né le origini della fortuna di Suzanne che, col nome di Fiorella Favard, si trasferì senza il marito da Parigi a Firenze il 1º giugno 1855. Ella aveva acquistato una villa a Rovezzano e spese ingenti somme nella sua ristrutturazione e abbellimento, oltre a farsi costruire negli anni immediatamente successivi un sontuoso villino nel nuovissimo quartiere del Lungarno Vespucci.

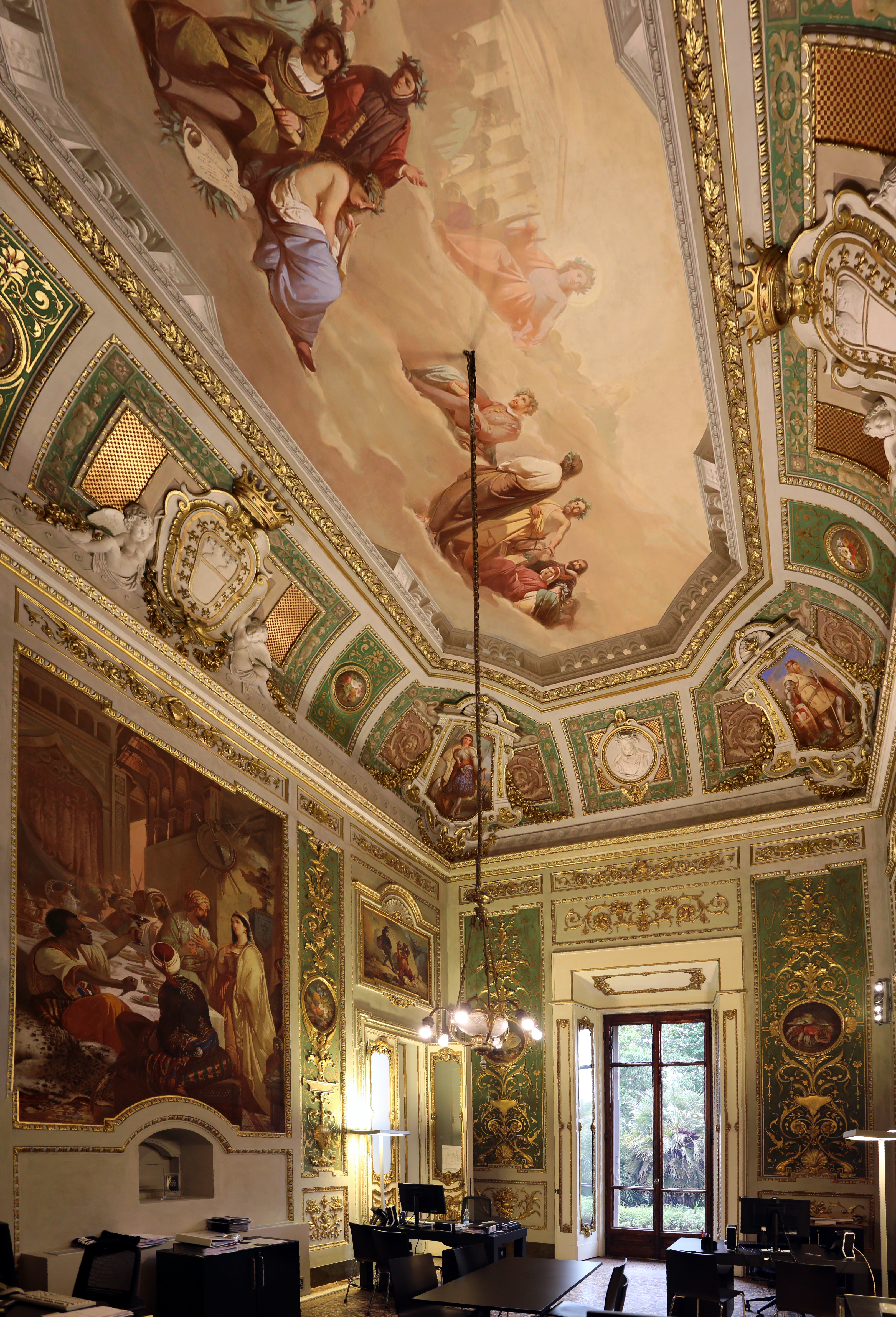
Una sala della villa Favard sul Lungarno affrescata da Annibale Gatti

Non esistono documenti sulle origini della fortuna di Fiorella Favard: una tradizione fiorentina la attribuisce alle grazie di Napoleone III, di cui la baronessa sarebbe stata amante e verso il quale il "barone" Favard avrebbe offerto un matrimonio riparatore; un'altra ipotesi, supportata da una tradizione orale dei discendenti, è che fosse stipendiata dalla Francia come spia. Tuttavia queste teorie non sono dimostrabili mediante fonti, perché tutti i documenti e i carteggi della baronessa andarono perduti alla sua morte, forse fatti distruggere, con eccezione dei testamenti. In Toscana sicuramente godette di numerosi privilegi, quali il permesso di edificare immobili ex-novo, e di viaggiare per l'Italia senza i rigidi controlli sui cittadini stranieri.
Fiorella non ebbe mai figli, ma ebbe una predilezione per i due nipoti Amedeo e Maria, figli di sua sorella Madeleine, pure vantaggiosamente maritata nel 1844 col nobile genovese Giuseppe De Ferrari dal quale, come la sorella, visse in seguito sempre separata.
Il trasferimento della baronessa Favard a Firenze fu all'insegna della vita mondana e dei privilegi: oltre alla villa suburbana e a quella dentro la cinta muraria, acquistò ville, fattorie e poderi nei dintorni di Arezzo e di Siena, che le garantirono vantaggiose rendite. Oltre ai rapporti con Giuseppe Poggi, suo architetto di fiducia, furono particolarmente significativi quelli col pittore Annibale Gatti, a cui affidò la decorazione dei principali ambienti delle sue residenze e della cappella a Rovezzano che poi divenne il suo mausoleo. Amante della musica, fece tenere concerti nelle sue proprietà da Rubinstein, Hetten e numerosi pianisti di grido. Essa stessa suonava abilmente il pianoforte e ne aveva fatto costruire uno di grande pregio da Érard, poi fatto decorare dal Gatti e da intagliatori famosi.
Inoltre si dedicò attivamente alle opere caritatevoli, specialmente verso l'istruzione delle fanciulle e per la creazione di una banda musicale a Rovezzano.
Morì mentre si trovava a Parigi, il 10 giugno 1889: la sua salma fu trasportata in treno a Firenze e sepolta con grandi onoranze delle autorità civili e della popolazione il 19 giugno. Sua eredi principali furono la nipote Maria De Ferrari e il pronipote Alfredo Di Frassineto. Maria aveva sposato Samuel/Sidney Hertz, banchiere ebreo di originario di Amburgo, il quale, grazie alle fortune ereditate dalla baronessa Favard, ottenne da Vittorio Emanuele II il titolo di primo barone di Frassineto (dal nome di una delle tenute ereditate). I loro discendenti esistono ancora oggi.